# Korg Triton
Korg Triton é uma estação de trabalho musical apresentando sampling digital criada pela Korg. Todos as Tritons usam o sistema de geração de síntese da Korg HI Synthesis. Elas estão disponíveis em vários modelos e vários configurações de atualização. A série Triton é famosa entre pessoas no mundo todo, por ser uma referência em tecnologia de teclados, e é amplamente mostrada em vídeos de músicas e concertos ao vivo. No evento NAMM de 2007, a Korg anunciou o sucessor do Triton, o Korg M3.

## História
A linha Korg Triton pode ser vista como uma descendente direta da linha prévia de sintetizadores da Korg, a Korg Trinity. São esteticamente e funcionalmente muito similares. A série Trinity tinha convenções de nomes similares a série Triton Triton Classic, com os sufixos Pro e Pro X sendo usados para designar os modelos de 76 e 88 teclas respectivamente.

## Modelos

### Rack
O Triton Rack foi a versão em rack de 19 polegadas do Triton. Como músicos a usariam como um módulo de som ao invés de usá-lo como uma workstation musical completa, requerence o controle com outro instrumento via MIDI, foi projetado com habilidades diferentes. Apesar de não ter teclado, tem a habilidade de ser capaz de expansão com até oito placas EXB contendo sons adicionais, e apresenta uma saída digital S/PDIF integrada.

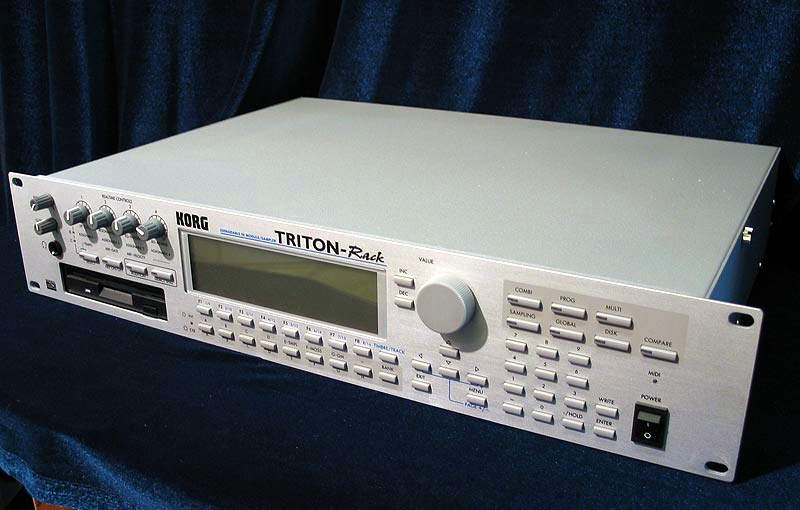
Korg Triton rack

## Versões
O Triton Le, lançado em 2002, era uma versão resumida da versão original do Triton (lançada em 1999). Substituiu a tela touchscreen por um visor gráfico LCD menor. O ribbon controller e drive de disquete foram omitidos no modelo. Um slot para cartão Smartmedia foi oferecido no lugar. Outras mudanças foram o mecanismo de teclas (mais leves e mais baratos que o mecanismo presente nas séries Trinity/Triton), e a seção de efeitos. Distanciando-se da poderosa seção de efeitos encontrada na série Trinity/Triton series, a seção de efeitos de Le foi resumida de cinco efeitos de inserção para apenas um efeito. O MOSS, uma placa baseada no Z1, não pode ser adicionada ao Le. O sequencer e arpegiador, porém, permaneceram os mesmos da série Triton original.

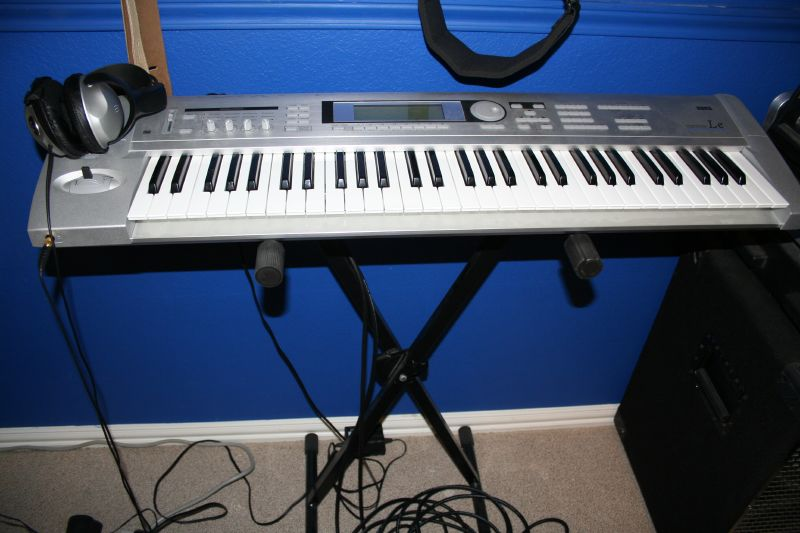
Korg Triton "Le"

Com um preço muito mais em conta que a série Triton original, os Les foram um sucesso comercial. A memória de sample interna pode carregar samples sem a necessidade de uma placa de sampler instalada.
Uma versão especial do Le foi lançada apresentando uma carcaça preta, que não deve ser confundida com o Korg TR, que surgiu depois.
Três versões do  "Le" estão disponíveis :
Triton Le 61 – 61 teclas
Triton Le 76 – 76 teclas
Triton Le 88 – 88 teclas (RH2 Real Weighted Hammer action)

### Extreme
Em 2004, foi lançado o Korg Triton Extreme, que tinha muitas das funcionalidades presentes na versão Studio (como a biblioteca ROM completa do modelo Studiol) mais os samples completos das placas de expansão da Korg mais vendidas, como a Trance Attack, Orchestral Collection,e Vintage Archives, assim como o melhor das coleções Dance Extreme, Studio Essentials, e Pianos/Classic Keyboards.

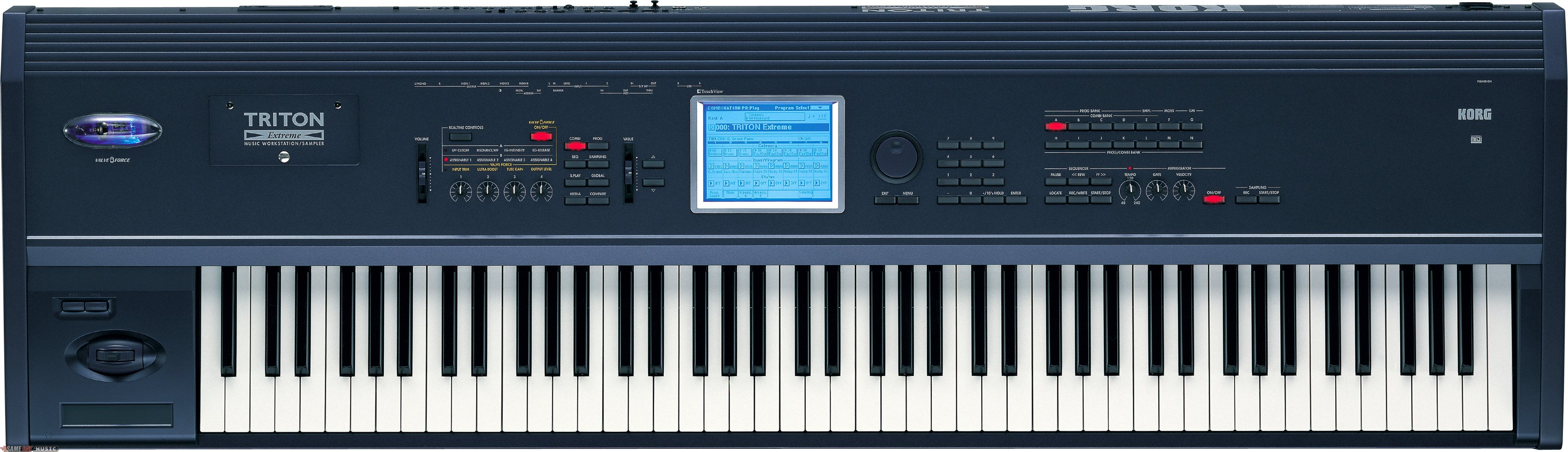
Korg Triton Extreme de 88 teclas

### TR

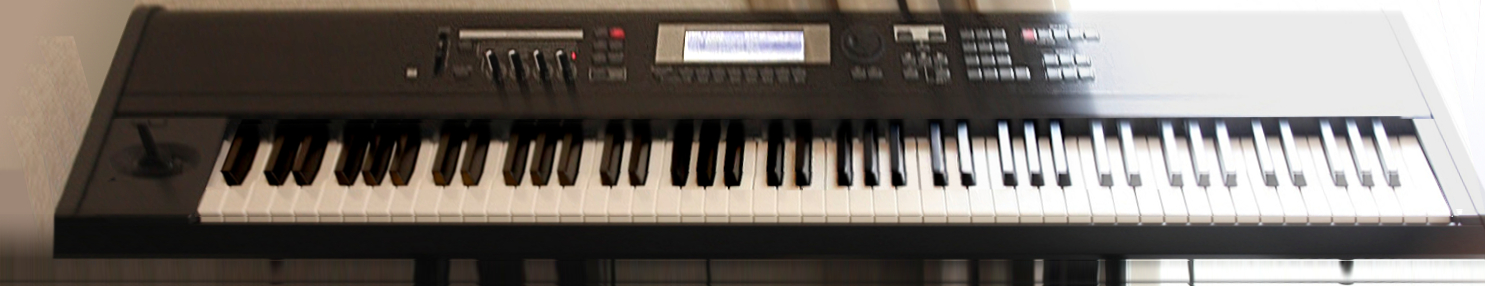
Korg TR88 (2007)

Lançada em 2006, a série TR é similar a série Triton Le mas tem memória ROM expandida e programas e combinações adicionais. Também usa um cabo USB para conexão de dados com um computador. O TR também substitui o slot para cartão SmartMedia do Le com um slot para cartão SD. Apesar da semelhança, não é epenas um Le preto, que foi lançado como um série limitada. Apresenta qualidade do timbre de piano acústico melhorada.

### X50 e MicroX
Lançados em 2007, esses teclados são destinados ao segmento inferior do mercado e são constituídos de material mais leve e com menos funcionalidades. Contém o mesmo motor de síntese HI encontrados no modelo TR com a ROM básica do Triton mais a ROM expandida: o X50 mantém a mesma ROM do TR, enquanto a ROM expandida do MicroX é mais focada em sons de bateria e percussão. Nenhum deles tem as capacidades de sequencer ou expansão do TR. Para conexão MIDI de alta-velocidade, a conexão USB continua disponível (e use com o plug-in para edição no computador), mas a incompatibilidade com outros Tritons dificultam o uso das bibliotecas nesses teclados. A diferença entre os dois está no tamanho e na disposição dos controles: o X50 tem um teclado de 61 teclas e apresenta a pitch wheel e a modulation wheel, enquanto o MicroX tem apenas 25 teclas mas mantém o joystick característico dos Triton. Eles também perderam o aftertouch encontrados no modelo TR. O X50 e o MicroX incluem um editor de timbres/biblioteca para usa com uma DAW (VST), que permite a importação e exportação de arquivos compatíveis com o Triton.  Assim como o LE e o TR, o MicroX e o X50 tem um efeito de inserção (IFX) e dois efeitos master (MFX), ao contrário dos outros tritons, que tem 4 efeitos de inserção e dois efeitos master.

### Triton Taktile

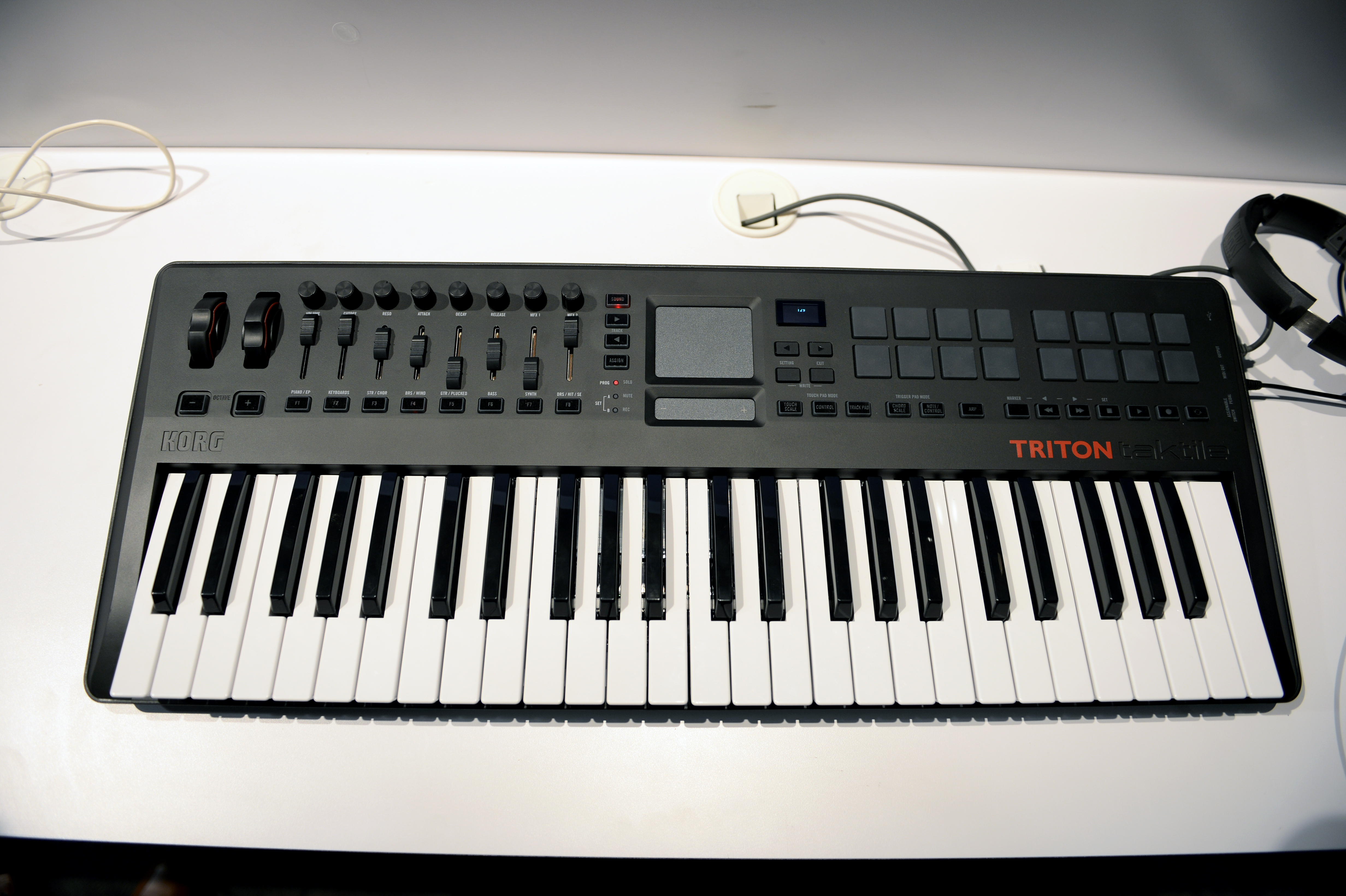
Korg Triton Taktile

Lançados em 2014, os modelos são controladores USB com os 512 programas do banco de fábrica do Triton Classic e são oferecidos em versões de 25 e 49 teclas semipesadas (sem aftertouch) utilizadas no Krome e KingKorg. Possuem também um touch pad herdado do Kaossilator que permite executar melodias com o dedo, pads de borracha sensíveis (16 pads no modelo 49, 8 pads no modelo 25) que permitem gerar acordes no tom e escala de sua preferência além de arpejador, ribbon controller, potenciômetros giratórios e deslisantes e diversos botões. Possuem ainda entrada para pedal sustain, foot controller, porta USB e MIDI OUT, e saída de audio estéreo P2. Os sons internos não podem ser editados, sobrepostos ou divididos. 